# Antonio López Botas
Antonio López Botas (Las Palmas de Gran Canaria, 1818-La Habana, 1888) fue un político y jurista español, diputado a Cortes y alcalde de su ciudad natal.

## Biografía
Nacido el 18 de diciembre de 1818 en Las Palmas de Gran Canaria, cursó Derecho Civil y Canónico en la Universidad de San Fernando de la Laguna. Tras graduarse en 1842, comenzó a ejercer como abogado. López Botas, que se habría distinguido por "sus ideas realmente liberales y democráticas", formó parte de las juntas revolucionarias de 1841 y 1843 en las Canarias. Fue fundador en 1842 junto a Juan Doreste del periódico El Pueblo, además de miembro del Partido Canario. Diputado a Cortes en 1853 por el distrito de Guía, volvió al Congreso en las Cortes Constituyentes de 1869, en esta ocasión por La Palmas. En su ciudad natal fue concejal, procurador síndico y alcalde. También ejerció como diputado provincial en varias ocasiones, entre otros cargos. Falleció hacia comienzos de mayo de 1888 en La Habana, en Cuba, isla en la que había sido fiscal en el Tribunal de Cuentas.Hay una calle en Las Palmas que lleva su nombre.